# Hohe Acht
Le Hohe Acht est un sommet s'élevant à 747 mètres d'altitude près de la localité d'Adenau en Allemagne et constituant le point culminant du massif de l’Eifel. C’est une montagne boisée avec des sentiers de randonnée et des possibilités pour les sports d’hiver.

## Géographie

### Situation
Le sommet du Hohe Acht se situe à 5,5 km à l’est de la ville de Adenau et à 3,3 km au nord du village de Herresbach (distances à vol d’oiseau), la frontière entre les territoires de ces deux communes passant par le sommet. Les autres villages des environs sont Jammelshofen au nord-est et Siebenbach au sud-ouest.

### Géologie
La roche basaltique du Hohe Acht fut définie en tant que basanite âgée de 36,3 à 37,3 millions d’années, selon la méthodologie employée. Le lieu appartient au champ volcanique du tertiaire de la Hocheifel (haute Eifel), dont l’étendue chevauche partiellement les champs volcaniques du quaternaire de l’Eifel de l’ouest et de l’est, mais qui est beaucoup plus ancien et dont l’origine n’est probablement pas liée à ces derniers.
Depuis la fin de la dernière activité volcanique dans la région, la zone autour de la localité de Kelberg incluant le Hohe Acht s’est beaucoup élevée, probablement de 100 à 200 mètres, avec une importante érosion du même ordre de grandeur. La cause est attribuée à une anomalie thermique dans le sous-sol, provenant probablement d’une ancienne chambre magmatique.
Aux endroits de cette surélévation, les anciens édifices volcaniques se sont érodés, souvent jusqu’au niveau de l’ancienne cheminée (diatrème), voire érodés par des intrusions secondaires dans ce dernier. Il en résulte le dégagement de la roche basaltique. Le Hohe Acht est ainsi constitué des restes d’un ancien volcan (possiblement en forme de cône), qui fut totalement érodé et dont n’existe plus que des parties de la cheminée.

## Histoire

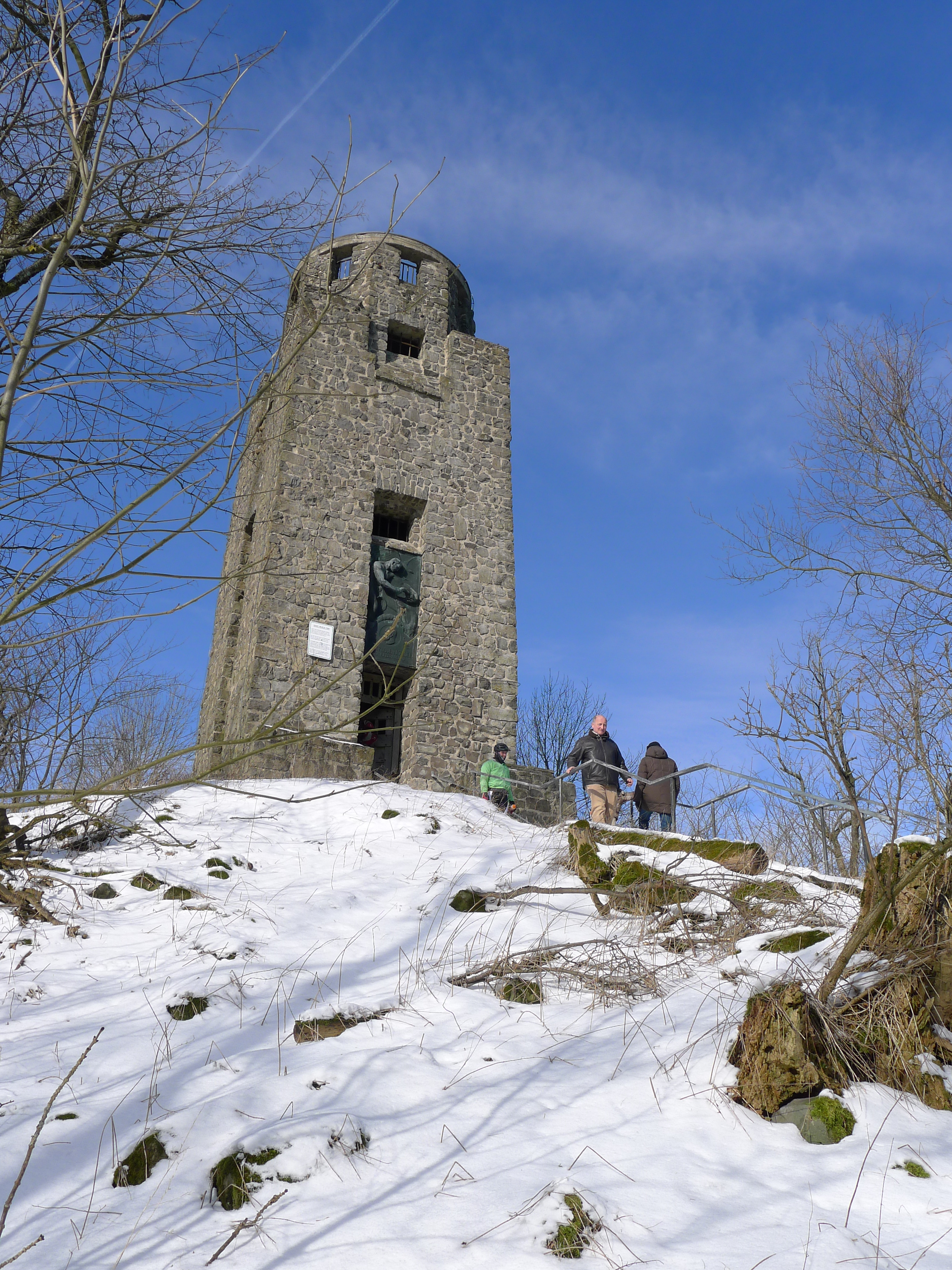
Tour au sommet.

À environ 12 m au sud-est de la pierre marquant le sommet, se trouve la tour de l’empereur Guillaume (Kaiser-Wilhelm-Turm) d’une hauteur de 16,3 m, et d’une épaisseur des murs de 1 m à leur base. C’est une tour en pierres concassées locales, construite dans les années 1908-1909 selon les plans de l’architecte berlinois Freiherr von Tettau, à l’occasion des noces d’argent de l’empereur Guillaume II et de l’impératrice Augusta Viktoria, ainsi qu’en mémoire de l’empereur Guillaume Ier. La tour fut utilisée militairement après la Seconde Guerre mondiale, d’abord par l’armée française, puis par les militaires américains pour contenir un système radar.

## Activités

### Accès et activités sportives
Le sommet du Hohe Acht est accessible par des sentiers de randonnée balisés. On peut s’approcher du Hohe Acht par la route fédérale B 412 qui passe au sud-est, en bifurquant vers l’ouest sur la départementale Landesstrasse 10 en direction de Adenau, pour atteindre les parkings des randonnées balisées, comme par exemple le sentier « Eifelleiter », dont la longueur totale est de 52,8 km, et qui va de Bad Breisig en vallée du Rhin à Adenau, en passant par le Hohe Acht.
L’accès à la tour au sommet est libre, offrant une vue à 360 degrés sur toute la région.
Diverses activités de sports d’hiver sont souvent possibles sur le Hohe Acht. Il y a des parcours de ski de fond, des remontées mécaniques et des pistes de luge.
Au sud-ouest du sommet, à environ 1,5 km à vol d’oiseau, se situe la Nordschleife du circuit du Nürburgring à son point le plus proche du Hohe Acht.

### Protection environnementale
Le Hohe Acht est inscrit en tant que réserve naturelle Hohe Acht depuis 1970 sur un terrain de 1,67 km². Elle se trouve également, depuis 1980, dans le parc naturel Rhein-Ahr-Eifel d’une superficie de 925,86 km², ainsi que dans la réserve ornithologique du massif de l’Ahrgebirge.